# 小行星2907
小行星2907（2907 Nekrasov）是一颗围绕太阳公转的小行星。1975年10月3日，柳德米拉·切爾尼赫在克里米亚发现了此天体。
該小行星以俄羅斯詩人尼古拉·涅克拉索夫命名。
这颗小行星的绝对星等为201.21942等。